# Östergyllen (tidning)
Östergyllen dagstidning utgiven i Norrköping och Söderköping från 2 december 1903 till 3 november 1906.  Två provnummer 20 och 29 november 1903. Tidningen stod nära nykterhetsrörelsen och var politiskt frisinnad åt det radikala framstegsvänliga hållet.
Tidningens fullständiga titel hade flera undertitlar :  Norrköping Tidning för Östergötlands län  senare Norrköping Tidning för Östra Sverige

## Redaktion
Redaktionsort var Norrköping från 2 december 1903 till 20 maj 1905 sedan  Söderköping från 27 maj 1905 till 11 november 1906 då tidningen lades ner. Tidningen hade en B bilaga som kom ut oregelbundet med allmänt innehåll. Tidningen kom tre dagar i veckan måndag, onsdag och lördag eftermiddag klockan14 till 29 januari 1904 sedan tisdag, torsdag och lördag till 1 april 1905 då den blev endagarstidning med utgivning lördagar förmiddag klockan 09.
| Period                 | Ansvarig utgivare            | Period                 | Redaktör         |
| 1903-11-04--1904-11-08 | Björkman, Alexander (Alexis) | 1903-12-02--1904-10-29 | Björkman, Alexis |
| 1904-11-09--1905-06-02 | Öberg, Karl Gustaf Bernhard  | 1904-11-01--1905-12-30 | Bergman, Johan   |
| 1905-06-03--1906-11-03 | Nordin, C.A.                 | 1906-01-06--1906-11-03 | Nordin, C.A.     |

## Tryckning
Tidningen var tryckt i bara svart med antikva som typsnitt och med 4 sidor hela utgivningstiden. Upplagan var 3500 exemplar 1904 men bara 2000 1906.
Förlaget hette från 22 november 1903 till 24 april 1905 Tryckeriaktiebolaget Östergyllen  i Norrköping . Nytt namn 28 maj 1905  Andelsföreningen Östergyllen u.p.a. i Söderköping till 3 november 1906. Priset var 25 öre för december 1903, sedan 3,60 kr för 1904, 4 kronor för 1905 och 1,50 för endagarstidningen 1906. Tryckeri var Tryckeriaktiebolaget Östergyllen i Norrköping till 20 maj 1905, sedan Gustav Thoréns boktryckeri i Söderköping till 3 november 1906. Tidningen hade stort folioformat hela utgivningen.